# Maravalia crotalariae
Maravalia crotalariae är en svampart som beskrevs av Syd. 1937. Maravalia crotalariae ingår i släktet Maravalia och familjen Chaconiaceae.   Inga underarter finns listade i Catalogue of Life.